# Gendarme Schmidt Endell
El Gendarme Schmidt Endell o Agulla Schmidt Endell és un avantcim del Pic Maldito de 3.335 m d'altitud i una prominència de 10 m que es troba al massís de la Maladeta, a la província d'Osca (Aragó).